# Krymski Oddział Pograniczny NKWD
Krymski Oddział Pograniczny NKWD – jeden z oddziałów wojsk pogranicznych NKWD na terenie Ukraińskiej Socjalistycznej Republiki Radzieckiej.
Jego głównym zadaniem była ochrona wybrzeży Półwyspu Krymskiego.
Od 6 stycznia 1936 do 17 lutego 1938 funkcję naczelnika sztabu Krymskiego Oddziału wojsk pogranicznych NKWD pełnił Siergiej Ogolcow.

## Literatura
- Historia Rosji 1917-1995 Utopia u władzy. Heller M. (М.Я. Хеллер), Niekricz A. (А.М. Некрич). T. 4. ISBN 5-87902-004-5. Brak numerów stron w książce